# アントン・ブルックナー
ヨーゼフ・アントン・ブルックナー（Joseph Anton Bruckner, 1824年9月4日 - 1896年10月11日） は、オーストリアの作曲家、オルガニスト。交響曲と宗教音楽の大家として知られる。

## 生涯

### 少年時代
ヨーゼフ・アントン・ブルックナーは1824年9月4日、リンツ近郊の村アンスフェルデンで学校教師で校長を務める同名の父アントン・ブルックナーと、母で地主ヘルム家の娘テレジアより生まれた。12人兄弟の長男として生まれたが、6人は幼少時に夭折した。すでに子供時代から音楽に才能を示し、教師でまたオルガニスト、ヴァイオリニストであった父は息子の才能に多大な関心を示し、村の教会のオルガンを用いて初歩の音楽の手解きを授けた。リンツ教区ではミヒャエル・ハイドンが教会歴の年間ミサをまとめて作曲しており、これがブルックナーの最初の音楽体験となった。
少年時代には若きブルックナーの人格の形成が明確に決定づけられた。弟妹の病気と死の悲劇的な経験が彼の精神に影響している。1835年の冬、11歳の時に近郊の村ヘルシングで和声と対位法を教える教師で神父の従兄弟ヨハン・バプティスト・ヴァイス（Johann Baptist Weiß）の元に預けられたが、1837年5月、父が重度の肺炎に陥り、危篤の知らせを受けて生地アンスフェルデンの父の死の床に呼び戻された。父の病状は重くなり、1837年6月7日に死去した。象徴的なエピソードとして、父の死のその日、母は12歳のアントンを連れて自宅から8キロ離れた近郊のザンクトフローリアン修道院へ葬式の手配のために行き、その主任神父ミヒャエル・アルネートにアントンの世話を頼んだのである。
同年7月にザンクトフローリアン修道院の寄宿生として入学したアントンは、第3学年に編入し、聖歌隊に加わり、宗教と音楽の教育を受けた。「トネルル (あるいはトーネル)坊や」と呼ばれたアントンは、ここで幾人かの教師たちとの幸運な出会いがあった。校長ボグナーは音楽理論と対位法を教え、ベートーヴェンの教師であったヨハン・ゲオルク・アルブレヒツベルガーの弟子であるエドヴァルト・クルツには和声を習い、そして特に「オルガンのベートーヴェン」とあだ名されたアントン・カッティンガーにオルガンを師事した。

### 教師時代
1840年、若きブルックナーにとって最初の重要な契機がくる。学習課程を修了したブルックナーは、教会のキャリアを進むか、教師になるか、勉学を続けるかの岐路に立たされた。家庭の困窮を思い起こしたアントンは、父と同じく教員になる道を選んだ。
同年10月、教員養成学校に通うためリンツに居を構えた。これは若き日のブルックナーにとって重要な音楽体験であり、中でもベートーヴェンとウェーバーの音楽に影響を受けた。翌1841年に教員登用試験に合格し補助教員となったブルックナーは、ボヘミア国境近くの辺鄙な村ヴィントハークに赴任した。そこで2年間教員を務めたが、洗練された修道院育ちのブルックナーにとっては、田舎のあまりに退屈な生活と、教職とは名ばかりの雑用や畑仕事に嫌気が差した。ある日肥やし撒きという屈辱的な仕事を拒否した事件がきっかけで、当地の校長からザンクトフローリアン修道院に苦情が入った。父の死の日に迎えて以来ブルックナーの面倒を見てきた修道院長アルネートの判断で、1843年にクローンシュトルフという新たな任地へ転勤することとなった。クローンシュトゥルフは故郷アンスフェルデンやザンクトフローリアン、州都リンツからもそう遠くなく、また徒歩1時間半で通える近くの街エンスで作曲家でオルガニストのレオポルト・フォン・ツェネッティ (1805–1892) に習うことができた。特にバッハの平均律クラヴィーア曲集は夜中まで分析に夢中になった。もう一つの近くの街シュタイアーではピアノの演奏会を聴く機会に恵まれ、ヨーゼフ・ハイドンとミヒャエル・ハイドンの兄弟、モーツァルト、ベートーヴェンの作品に触れたり、シューベルトとピアノ連弾をしたことのあるカロリーネ・エーベルシュタラーとシューベルトの作品を連弾したりもした。またシュタイアーのゴシック様式の教会とオルガンもブルックナーに大きな影響を与えた。ここではまた最初の合唱曲の多くが作曲された。
校長登用試験に合格したブルックナーは、1846年（21歳）少年時代を過ごした聖フローリアン修道院の教師となって帰ってきた。1851年、27歳でカッティンガーの後任として修道院のオルガニストの地位を踏襲した。

### リンツ時代

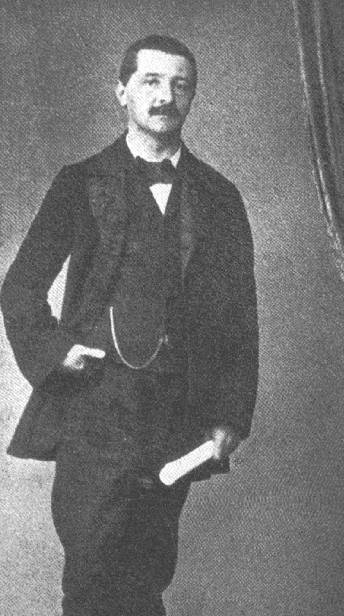
アントン・ブルックナー（1854年）

1855年、リンツ大聖堂の専属オルガニストであったヴェンツェル・プラングホーファーが亡くなりその後任を決める登用試験が行われた。ブルックナーは試験の観客としてそれを聴きに行ったが、フーガ即興課題で他の受験者たちの冴えない演奏に痺れを切らした審査員の一人でリンツ大聖堂の教会音楽責任者デュルンベルガーは、客席にいたかつてのリンツ教員養成学校での弟子「トネルル坊や」（ブルックナー）を見つけて演奏するように焚きつけた。ブルックナーは最初渋ったが腹を括ると、素晴らしい演奏を披露して受験者と審査員たちを圧倒した。こうして思いがけずリンツ大聖堂オルガニストという大職の座を勝ち取り、オルガニストとして成功していったブルックナーは、ミサに必要である即興演奏の技術に長け、オーストリア国内やドイツ文化圏でその名声を築き、十分な収入を得ていった。一般に大聖堂のような要職のオルガニストたるものは、既存曲の演奏だけでなく即興演奏、しかもその場で与えられるテーマ（試験ではその場で旋律が与えられるが、日常ではミサの中で司祭や会衆の歌う聖歌の旋律の断片）をもとにフーガをその場で即興的に「作曲」しなければならない。ブルックナーは当時すでに優れたオルガニストであった、ということは優れたフーガ作曲家でもあったということである。例えば後年の『交響曲第5番変ロ長調』（1876年）の第4楽章では長大なフーガが展開し、ブルックナーがフーガの達人であることを窺い知れる。
同じ1855年にブルックナーが作曲した『ミサ・ソレムニス（荘厳ミサ曲）』（1855年）は、前年1854年に死去したザンクトフローリアン修道院長ミヒャエル・アルネートの後任としてやってきたフリードリヒ・マイヤーの就任式のために書いた曲だが、これがザンクトフローリアンを訪れた作曲家ミヒャエル・フューラーの目に留まり、フューラーはウィーンの作曲家・理論家でかつてシューベルトが最晩年に師事したジーモン・ゼヒターをブルックナーに紹介した。『ミサ・ソレムニス』の楽譜を見たゼヒターはブルックナーの入門を許可し、そうして同1855年（31歳）から1861年（37歳）までの6年間、ブルックナーは待降節と四旬節でオルガニストの出番がない時期を利用してウィーンに出かけ、またその他の時期は手紙による通信教育で、ゼヒターに和声法と対位法を習った。この期間ゼヒターは、ブルックナーに一切の自由作曲を禁じていたという。ゼヒターからブルックナーへの手紙には、「これまで私の教えた中であなたほど熱心な生徒を持ったことはない」と評されている。ゼヒターから修了の免状を受けたブルックナーは、ゼヒターの教えるウィーン音楽院の卒業資格が欲しいと願い出た。1861年11月21日、音楽院院長でウィーン宮廷楽団団長、作曲家・指揮者のヨハン・ヘルベック、ウィーン・フィルハーモニー管弦楽団音楽監督で同じく指揮者のフェリックス・オットー・デッソフ、ゼヒターが並ぶ中、ウィーンのピアレステン教会のオルガンで試験が行われた。ゼヒターが主題を書き、それをヘルベックがさらに書き足し、デッソフは難しいと苦言したが、その主題をもとにブルックナーはフーガ即興演奏を見事に弾きこなした。ヘルベックは感嘆し「彼が我々を審査するべきだった Er hätte uns prüfen sollen.」と呟いた。この言葉はピアレステン教会に記念碑として掲げられている。

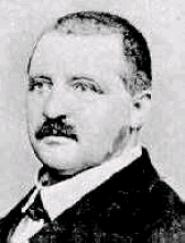
1860年頃

ブルックナーの作曲の勉学はそこでも終わらず、さらに同年1861年から1863年（39歳）まで、自分より10歳も若いオットー・キッツラーに楽式（三部形式やソナタ形式などに沿った作曲の練習）や管弦楽法を学んだ。オルガニストから作曲家に転換したブルックナーの作曲の修行過程は、極めて晩学で特異なものであった。それまでブルックナーはバッハを規範とするフーガや教会音楽の形式には長じていたが、ソナタ形式をはじめ、ワルツ、マズルカ、マーチそしてスケルツォといった、世俗的だが田舎の農民の祭りでの伴奏とは明らかに異なる同時代の都会の演奏会用音楽、そしてそこで規範となるベートーヴェンの音楽様式を、キッツラーのもとで初めて学んでいった。さらに1863年ごろからキッツラーの影響でリヒャルト・ワーグナーに傾倒し、研究するようになる。ベートーヴェンの交響曲はリンツの友人モーリッツ・エドラー・フォン・マイフェルトとその妻ベッティーによるピアノ連弾によって彼らの家のサロンコンサートでたびたび演奏され、ブルックナーは頻繁にそれらを聴く機会に恵まれた。さらに1867年3月22日、ウィーンでヘルベックの指揮で聴いたベートーヴェンの『交響曲第9番』にも強い影響を受けた。この時期のブルックナーの習作は、「キッツラーの練習帳」にまとめられており、その最後は『交響曲ヘ短調（第00番）』（1863年）のスケッチで終わっている。このヘ短調交響曲は習作として世に出すことはなく、死後発表された。またこの頃、『ミサ曲第1番ニ短調』（1864年）、『ミサ曲第2番ホ短調』（1866年）、『ミサ曲第3番ヘ短調』（1867-1868年）が作曲された。ベートーヴェンの交響曲の研究は、学習時代のみならず後年になるまで続けられ、1876年にはすでに第5番まで（番号なしの2曲を含めて7曲の）自身の交響曲を書いていたにもかかわらず、ベートーヴェンの交響曲第3番、第9番、第4番を分析していることが日記手帳に記されている。

### ウィーン時代
1867年にゼヒターが死去すると、ゼヒターの後任としてウィーン・ホーフブルク宮殿礼拝堂の宮廷オルガニストおよびウィーン大学の教授職に応募するが、どちらも不採用に終わった。しかし翌1868年に、同じくゼヒターの後任のポストとしてウィーン国立音楽院の教授になるようヘルベックがリンツまで来て説得した結果就任し、リンツ大聖堂の職を2年兼任したのちに辞してウィーンに移住した。オルガニストとしての仕事はウィーン北部郊外のクロスターノイブルク修道院で継続し晩年の1894年まで務めたほか、続けて宮廷オルガニストの職にも就任した。またフランスのナンシーおよびパリ・ノートルダム大聖堂にもオルガンの演奏旅行をし、そのフーガ即興演奏はサン＝サーンス、フランク、グノーらに絶賛された。さらにはロンドンでオルガンの演奏コンクールに参加し、第1位を得た。この時、ケンブリッジ大学の博士号がもらえるという話を持ちかけられ、金銭詐欺にあった。またイギリスを発つ帰りの船に乗り遅れたが、その船は沈没してしまい、ブルックナーは間一髪で災難を逃れることとなった。
このようにオルガニストとしての確固たる地位を得たブルックナーは、それ以降大部分のエネルギーを交響曲を書くことに集中させた。初期の作品には『交響曲第1番ハ短調』（1866年）『交響曲ニ短調（第0番）』（1869年）『交響曲第2番ハ短調』（1872年）がある。
ブルックナーはベートーヴェンの『交響曲第5番ハ短調（運命）』と『交響曲第9番ニ短調（合唱付）』に深く傾倒していたため、自身の交響曲第1番でハ短調を選んだ後はニ短調の交響曲を書くつもりでいた。しかし『交響曲ニ短調』は、その第1楽章冒頭において分散和音のトレモロそのものを第1主題としており、何か別の明確な主題が出てくる前の序奏のようにも聞こえ、それが十分に伝わり切らないまま第2主題の提示に入ってしまう。初演を打診したウィーン・フィルハーモニー管弦楽団指揮者のデッソフに「第1主題はどこだね？」と言われて返答に詰まったことから、自身の出来栄えに自信が持てず、発表することがなかった。
結局ニ短調交響曲を世に出さなかったことと、交響曲第1番も当分は初演の見込みが立たなかったので、当初は変ロ長調の新たな交響曲（と題されてはいるが、わずか数ページのピアノスケッチ）を書き始めたがすぐに放棄され、交響曲第2番は再びハ短調を選択した。ウィーンの聴衆へのデビューとなる交響曲は何としてもハ短調でなければならないという強いこだわりがあったためである。この曲に限らずブルックナーの交響曲は全般的にそうであるが、ウィーンの聴衆の前に初めて姿を現したブルックナーの交響曲であるこの第2番は、ゲネラルパウゼ（総休止）があまりに多用されるため「総休止交響曲」と揶揄された。最初ウィーン・フィルハーモニー管弦楽団に献呈を申し出るも断られ、後に下記のワーグナーへの第3番の献呈よりも後にリストに献呈を申し出たものの、リストは「私は今オーケストラの責任者ではないので、この楽譜を読むだけにとどめなければならない」と消極的な手紙を1884年10月24日にブルックナーへ送った。さらにブダペストへの旅行に出発する際にウィーンで滞在していた従兄弟の家にその楽譜を置き忘れ、それはブルックナーの手元に帰ってきた。ブルックナーは落胆し、交響曲第2番は最終的に誰にも献呈されず、1892年に交響曲第2番が出版された際、献辞は一切書かれなかった。1886年8月初頭、ブルックナーがバイロイト音楽祭へ訪れた時、奇しくもその数日前の7月31日に同地で風邪をこじらせ客死したリストと無言の再会をした。8月4日に行われた葬儀でブルックナーはオルガンを弾いたが、即興演奏の主題に使ったのはワーグナーのパルジファルであった。ブルックナーはリストの遺品として練習用の携帯鍵盤を受け取った。これはブダペストのリスト博物館に展示されている。
ブルックナーは1873年8月31日にリヒャルト・ワーグナーとバイロイトで会見する機会を得た（実際には初めてではなく、それ以前に『タンホイザー』のミュンヘン公演で一度会見している）。多忙なワーグナーは最初ブルックナーの話もそこそこに追い返したが、ブルックナーが置いていった交響曲（完成した第2番と、新作の第3番の草稿）の楽譜を一瞥したワーグナーはすぐにその真価を悟り、慌てて街中に出て探した末にバイロイト祝祭劇場工事現場に佇んでいたブルックナーを見つけて呼び戻し、自宅で夕食に招いてもてなした。この際に『交響曲第3番ニ短調』を献呈し、ワーグナーの好意を得る。しかしこの行動は反ワーグナー派の批評家エドゥアルト・ハンスリックから敵対視され、批判を浴びせられ続けることになった。この時期『交響曲第4番変ホ長調』（1874年）、『交響曲第5番変ロ長調』（1876年）を作曲する。
1875年からウィーン大学で音楽理論の講義を始めたが、最初のうちは無給の名ばかり職だった。1876年に第1回バイロイト音楽祭に出席し、ニーベルングの指環の初演を聴く。このときに今までの自らの作品を大幅に改訂することを決意し、いわゆる「第1次改訂の波」が起こり、交響曲第1番から第5番が大幅に改訂された。1877年の交響曲第3番の初演はその長い演奏時間に大半の聴衆が途中で退出してしまい不評に終わったが、一方で最後まで聴いていたわずかな聴衆の中には青年時代のマーラーもいた。またマーラーはウィーン大学のブルックナーの講義にも訪れている。次作の『交響曲第4番変ホ長調』（1874年初稿完成、1875年リンツ初演、1878年改訂・ウィーン初演）は好評をもって迎えられ、交響曲作曲家としてのブルックナーの名声を確立する作品となった。

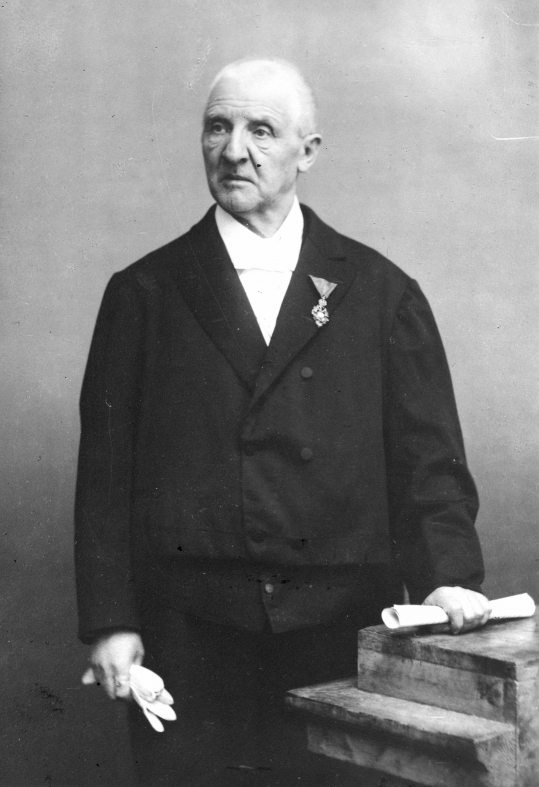
フランツ･ヨーゼフ皇帝からフランツ･ヨーゼフ騎士十字勲章を拝受したブルックナー（1886年）

1880年頃になるとウィーンでのブルックナーの地位も安定してくる。無給だったウィーン大学の講義に十分な俸給が支払われるようになったのをはじめ（この有給化を大学当局に働きかけたのは、意外にも敵対していた批評家エドゥアルト・ハンスリックであった）、多くの教授職、さまざまな協会の名誉会員の仕事により年間2000グルデン（当時の平均的な4人家族の収入が700グルデン）の収入を得るようになる。この頃の代表作には『弦楽五重奏曲ヘ長調』（1879年）『交響曲第6番イ長調』（1881年）『テ・デウム』（1881年）『交響曲第7番ホ長調』（1883年）がある。なかでも『テ・デウム』と『交響曲第7番』は成功し、一気にブルックナーの名を知らしめることになった。
1884年からは『交響曲第8番ハ短調』の作曲に集中する。1887年に一旦完成し、芸術上の父と尊敬していた指揮者ヘルマン・レーヴィに見せるが、彼からは否定的な返事が来た。弟子たちもこの作品を理解できず、落胆したブルックナーは再び自らの作品を改訂する。いわゆる「第2次改訂の波」である。これにより交響曲第1、2、3、4、8番が改訂された。結局、1892年の第8番の初演は成功した。1891年11月7日にはウィーン大学から名誉博士号が授与され、その式典で学長アドルフ・エクスナーは「ウィーン大学学長である私は、今日かつてのヴィントハークの小学校教諭の前に頭を垂れる」と演説した。ブルックナーは返礼として、交響曲第1番をウィーン大学に献呈した。
晩年のブルックナーは多くの尊敬を得ていたが、死の病に冒されていた。長年の宮廷オルガニストであったブルックナーが、ヘス通り2番地の4階建て（日本式に言うと5階）最上階の家の階段の昇降が困難になっていることを皇帝フランツ・ヨーゼフ1世（交響曲第8番の献呈も受けている）が聞きつけ、ベルヴェデーレ宮殿の敷地内の上部宮殿脇にある平屋建て（入り口は平屋に見えるが、実際はそれより低い位置から建つ3階建ての建物の最上階である）の宮殿職員用の住居を皇帝より賜与され、死の日までそこに住んだ。この引越しに際して昔の草稿や書簡が整理され、残すに足らぬものは燃やすなどして処分された。『交響曲ニ短調（第0番）』（1869年）は処分するには忍びないと考えたらしく、表紙に「第0番」「無効」と書き込んだが、楽譜の処分は免れた。同じように『交響曲ヘ短調（第00番）』（1863年）も処分を免れ、死後発見された。
この時期には『交響曲第9番ニ短調』（第3楽章まで、第4楽章は未完成）や『ヘルゴラント』（1893年）、『詩篇第150番』（1892年）が作曲されている。一方で病状はだんだんと深刻になり、1894年4月8日にグラーツで行われた『交響曲第5番変ロ長調』（弟子シャルクによる改訂がなされた版）の初演には、ブルックナーはウィーンから移動することができず立ち会えなかった。

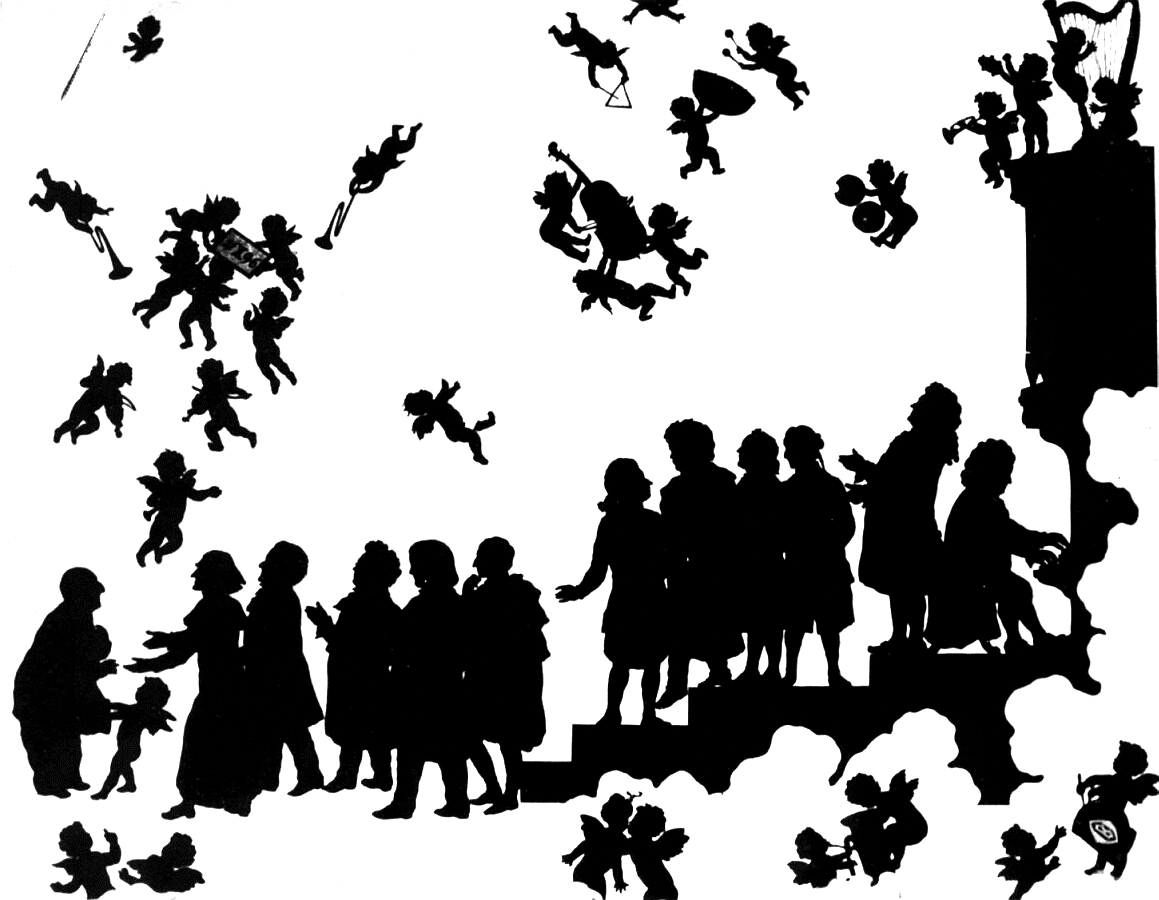
オットー・ベーラー『天国についたアントン・ブルックナー』。ブルックナーのほかに、（左から）リスト、ワーグナー、シューベルト、シューマン、ヴェーバー、モーツァルト、ベートーヴェン、グルック、ハイドン、ヘンデル、バッハがいる。 (シルエット画)

ブルックナーは死の数日前の1896年10月7日、弟イグナツ宛に自身の具合が良くないと手紙を送っており、これがブルックナーの生涯最後の書簡となった。そして1896年10月11日の朝まで交響曲第9番第4楽章の作曲の筆を握っていたが、その日の午後3時に72歳で死去した。その日が日曜日であり宮殿内の職員住居で多くの人が集まりやすかったこと、ブルックナーが独身で身寄りがなく回収業者が出入りしたことから、草稿の多くはこの時に散逸した。一部はアメリカに渡り、のちにワシントンD.C.や、コロンビア大学図書館の収蔵物から発見されたりした。
3日後の10月14日にカールス教会で行われたブルックナーの葬儀では、交響曲第7番第2楽章が弟子のフェルディナント・レーヴェによりホルン四重奏に編曲されて演奏された。
遺言に基づき、ザンクト・フローリアン修道院の聖堂にあるオルガンの真下のクリプト（地下墓所）にブルックナーの棺が安置されている。

### 人物

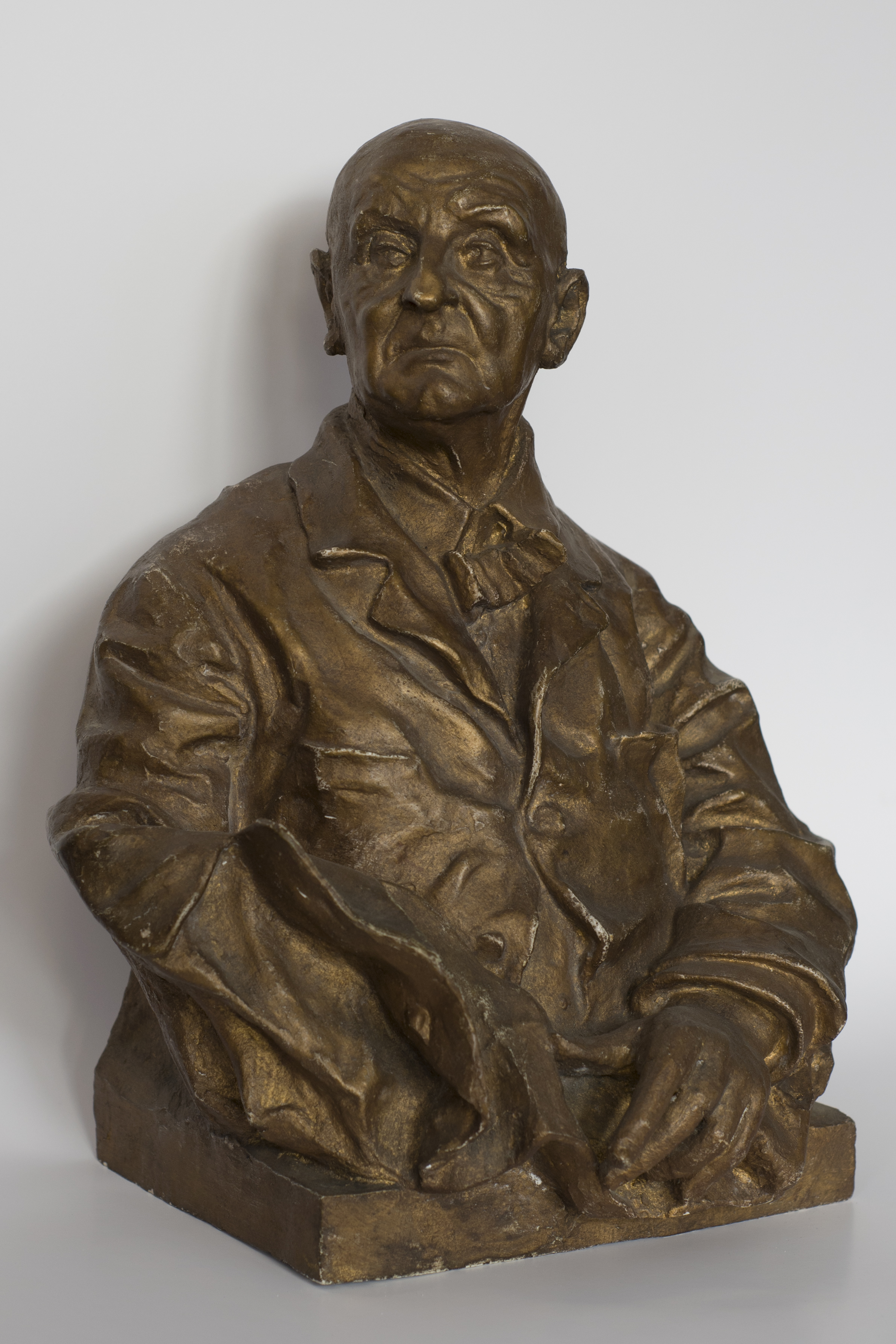
ヴィクトール・ティルグナーによる胸像

生涯を通じて非常に敬虔なローマ・カトリック教徒であった。ブルックナーの日記手帳には、毎日アヴェ・マリアなどの祈りを何回唱えたと記述されている。
恋愛には純朴であり、若くて綺麗な娘を見かけるたびに夢中になった。若い娘に気を取られるあまり、ウィーン移住当初教えていた聖アンナ女子学校では、女子生徒を「かわい子ちゃん」と呼んだことで教授態度が問題とされ、年契約が更新されず失職した。この失言に懲りたブルックナーは、音楽院でも女子クラスから男子クラスに担任を配置換えするように願い出た。晩年に至るまで多くの女性に求婚したが、そのすべてが破局に終わったため生涯独身を余儀なくされた。例えばその中でマリー・デルマーという女性は、1885年にブルックナーが61歳、デルマーが20歳の時に手紙で写真を交換したことがブルックナーからデルマー宛ての手紙に残っている。デルマーはブルックナーに対してとても忠実な親交を重ねたが、結婚には至らなかった。4年後の1889年、チェコ出身ウィーン在住のルドルフ・ゲシュヴィント（ドイツ語: Rudolf Geschwind）というバラ育種家が、彼女の名をとって「マリー・デルマー」という品種名のバラを発表しており、この品種は2022年現在でもノワゼット系オールドローズとして日本を含め世界的に流通している。
一方で、長年住み込みの女中カテリーナ・カッヘルマイアー（通称カーティ）と寝食を共にした。彼女はブルックナーが晩年に宮殿内に引越した後もその死の日まで彼に仕え、遺言書にもとづいて遺産の一部を受け取ってもいる。
ユダヤ系で若くして富豪であったフリードリヒ・エックシュタイン（1861-1939）は、ブルックナーの弟子兼秘書として仕え、和声や対位法などの作曲理論を学ぶ傍ら、『テ・デウム』の出版や交響曲の筆写譜の作成の費用を負担した。その見返りは金銭でなく追加のレッスンや自筆譜の贈呈という形で受け、年少ながら実質的なパトロンとしてブルックナーを支援した。ブルックナーはエックシュタインに、ユダヤ系に多い旧約聖書由来の名前であるザミエルというあだ名をつけて寵愛した。
ブルックナーは大酒飲みとしても知られ、毎晩ビールを10杯は軽く平らげていたという。鶏のシュニッツェル（チキンカツ）が好物で、武川寛海の著書『音楽史とっておきの話』では、ビールを飲みながら肉を手で摘み「隣の人の服は安全ではなかった」と（なんらかの元記事の引用風に）記述されている。一方でこの酒好きが晩年の病気の遠因にもなったとも見られる。

#### ブラームスとの関係
ブラームスとは当初敵対していた。当時のウィーン楽壇はブラームス派とワーグナー派に分かれており、ワーグナーに交響曲第3番を献呈したブルックナーはワーグナー派と見做されていた。若い作曲学生にとってブルックナーのウィーン大学の講義に出席することは、ワーグナー派であり反ブラームス派であることの主張でもあった。ブラームスはブルックナーについて、「彼は知らず知らずのうちに人を瞞すという病気にかかっている。それは、交響曲という病だ。あのピュートーン（ギリシア神話に登場する巨大な蛇の怪物）のような交響曲は、すっかりぶちまけるのに何年もかかるような法螺から生まれたのだ」と非難していた。一方でブルックナーはブラームスのことを「彼は、自分の仕事を非常によく心得ているが、思想の思想たるをもっていない。彼は冷血なプロテスタント気質の人間である」と評していたという。あるいはもっと単純に、ハンスリックによればブラームスはブルックナーを「交響的大蛇 symphonische Riesenschlangen」と呼び、ヴォルフによればブルックナーはブラームスを「モグラ塚 Maulwurfshügel」と呼んでいた。ブルックナーはまた次のようにも言っている。「ブラームスのすべての交響曲よりも、ヨハン・シュトラウスの1曲のワルツの方が好きだ」「彼はブラームスである。全く尊敬する。私はブルックナーであり、自分のものが好きだ」。ブルックナーがブラームスの動向を気にしていたのは事実で、例えば1893年4月22日のフランツ・クサーヴァ・バイヤーに宛てた手紙では、4月6日にシュタイヤー・ツァイトゥング紙でVとだけ署名された批評文でブラームスのドイツ・レクイエムが「キリエ、クレドでの天才的なオルゲルプンクトと、特にグローリアでのヴィオラとコントラバスの天才的な対位法による職人芸……」（ドイツ・レクイエムはカトリックの典礼文ではないので、ここでのキリエなどの表題は便宜的なもの）と評されていることについて、「あのブラームスのレクイエムのオルゲルプンクトの批評を書いたのは誰だ？私はオルゲルプンクト使いではないので、何も評価しない。対位法は天才ではないし、目的を達成する手段に過ぎない」と批判している。
一方でウィーンの音楽界が何でもかんでもブラームス派とワーグナー／ブルックナー派の真っ二つに分かれていたわけではなく、ブラームスの親友として知られるヨハン・シュトラウス（ブラームスとヨハン・シュトラウスはウィーン中央墓地に並んで埋葬されている）はブルックナーを称賛しており、「私は昨日ブルックナーの交響曲（第7番）を聴いた。偉大で、ベートーヴェンのようだ！」と評している。
1889年10月25日、共通の友人たちの仲介で、ウィーン楽友協会（1870年に現在地に移動）が元あった場所の脇の食堂「赤いハリネズミ（レストラン・ローター・イーゲル Restaurant Rother Igel または宿の名としてツム・ローテン・イーゲル Zum Roten Igel）」でブルックナーとブラームスが会食することとなった。ブラームスの行きつけの食堂として知られるが、音楽家や批評家の集まる店として知られ、ブルックナーやマーラーも頻繁に訪れていた。ブルックナーの手帳には「10月25日、ブラームスと赤いハリネズミで外食」と書き込んである。当日、ブルックナーが先に来て、後から来たブラームスは黙って長いテーブルの反対側に座るなりメニューを見たまま黙り込み、気まずい雰囲気となった。メニューを決めたブラームスが「団子添え燻製豚、これが私の好物だ Gselchts und Knödel! Das ist ja mein Leibgericht.」と言うと、すかさずブルックナーが「ほらね先生、団子添え燻製豚、これがわしらの合意点ですて Sehen’s, Herr Doktor, Knödel und Gselchts! Das ist der Punkt, wo wir zwei uns verstehen. 」と応じ、一同は爆笑して一気に座が和んだ。しかしその後も二人の仲が好転することはなかった。
ブラームスはブルックナーの生前最後に初演された大作である交響曲第8番に対しては称賛している。ブラームスが知人で楽譜出版社カール・ハースリンガーの社員R. リーナウに「ブルックナーの交響曲第8番の楽譜を早く送ってほしい」と依頼したこともある。この頃になるとブラームスは自分の引き受けられない仕事をブルックナーに振るように根回しし、そうしてブルックナーが作曲したのが『詩篇第150番』（1892年）である。1893年11月、ブルックナーの『ミサ曲第3番ヘ短調』が演奏された際にブラームスは特別席から拍手喝采し、それを見たブルックナーはブラームスのもとへ行き感謝の言葉を述べた。1895年にはブラームスから楽友協会指揮者リヒャルト・フォン・ベルガーへの推薦によって、1896年1月12日にブルックナーの『テ・デウム』が演奏され、これはブルックナーが自作の演奏会に出席した最後の機会となった。
ブルックナーの葬儀の際、ブラームスは自宅の目の前であったカールス教会の入り口に佇み、葬儀の様子を遠巻きに見ていた（プロテスタント教徒であったブラームスはカトリック教会に入るのを遠慮していたが、他のカトリック教徒の知人の葬儀に出席しなかったわけではない）。会衆の一人が中に入るように促すと、「次は私が棺に入る番だ」と言い捨てて雑踏に消えた（カールス教会の目の前は公園広場になっている）。しかしまた戻ってきて、当時8歳だったベルンハルト・パウムガルトナーによると「好奇心の強い会衆から隠れるようにして」柱の陰で泣いていたのが目撃されている。ブラームスもそれから半年後の翌1897年4月3日に死去した。

### 協会、博物館、記念碑など

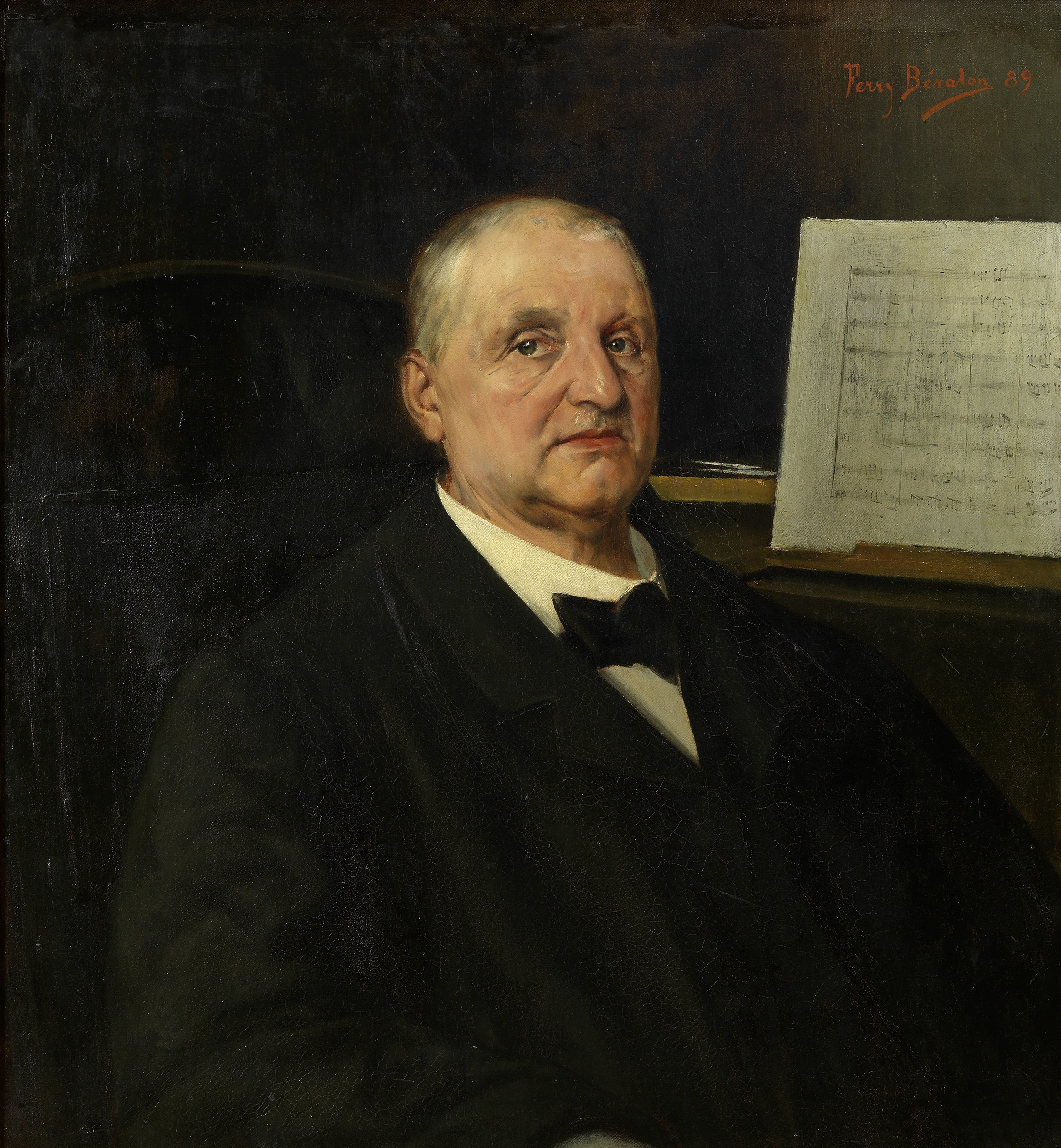
肖像画（1889年）

国際ブルックナー協会がウィーン国立音楽大学内に設置されており、ブルックナーの作品出版の校訂に携わっている。
ゆかりの深いザンクト・フローリアン修道院はブルックナーの墓所でもあり、聖堂の大オルガンの真下の地下墓所（クリプト）にその棺が安置されている。ブルックナーの愛用したピアノなどを展示した部屋もある。中庭にはブルックナーの像がある。「ザンクトフローリアンのブルックナーの日々 St. Florianer Brucknertage」と題する音楽祭を開催し、地元のリンツ・ブルックナー管弦楽団などにより、ブルックナーの交響曲やミサ曲などの作品が演奏されている。また、ブルックナーの作品を演奏するに際してこの聖堂を会場とすることがあり、録音も多数存在する。ヴァレリー・ゲルギエフとミュンヘン・フィルハーモニー管弦楽団が制作した交響曲全集では、全曲が聖堂で演奏されている。朝比奈隆指揮大阪フィルハーモニー交響楽団のツアー演奏は、修道院内のマルモアザール（大理石ホール）で演奏された。
生誕地アンスフェルデンにあるブルックナーの生家は、博物館および「ブルックナーセンター」になっている。建物に面した広場にはブルックナーの像がある。アンスフェルデンからザンクトフローリアンまでの7.8km、徒歩1時間半ほどの田園風景の道には「ブルックナーの交響的散歩道 Anton Bruckner Symphoniewanderweg」と題する案内板が整備されている。アンスフェルデンの教会の墓地には、アントン・ブルックナーと書かれた墓碑があるが、これは1837年6月7日に死去した教師と書いてあり、同名の父親の墓碑である。
ウィーンのベルヴェデーレ宮殿の上部宮殿の脇にある平屋は、ブルックナーが『交響曲第9番』を作曲し、死去した家であり、現在は壁に記念碑が掲示されている。（内部は公開されていない）
ブルックナーがオルガニストを務めたウィーン郊外のクロスターノイブルク修道院の聖堂のオルガンの柱に、ブルックナーの記念碑がある。
ブルックナーがウィーン音楽院卒業試験を受けたピアレステン教会のオルガンの柱に、ブルックナーの記念碑がある。
ウィーン市立公園に、ブルックナーの銅像がある。

### その他
1950年に発行された1000オーストリア・シリング紙幣と1962年に発行された25オーストリア・シリング硬貨に肖像が使用されていた。

## 作品
ブルックナーの作品はWAB (Werkverzeichnis Anton Bruckner) 番号によって参照されることがある。また、作品カタログがレナート・グラスベルガーによって編集されている。

### 主要作品
交響曲と合唱曲が特に力を注いだ分野であり、その他の分野でも『弦楽五重奏曲』が傑作として知られる。さらにそれ以外のジャンルの曲もいくつかある。

#### 交響曲
- 交響曲ヘ短調（通称第00番）『習作』[63]
- 交響曲第1番ハ短調
- 交響曲ニ短調（通称第0番）『無効 annuliert』[27]
- 交響曲第2番ハ短調
- 交響曲第3番ニ短調（『ワーグナー』）
- 交響曲第4番変ホ長調『ロマンティック』
- 交響曲第5番変ロ長調
- 交響曲第6番イ長調
- 交響曲第7番ホ長調
- 交響曲第8番ハ短調
- 交響曲第9番ニ短調

交響曲ヘ短調は最初に書かれたものだが、ブルックナーは通し番号を与えなかった。第0番より前に書かれたものであるため、それを示すために第00番という通称で呼ばれることもある。交響曲第0番は後年に破棄するにしのびないと感じた彼が故意に「第0番 Die Nullte」としたもので、実際は第1番の作曲後に手がけられている。交響曲第9番は未完成作品であり、通常は第3楽章までが演奏される。
以上の他に、1869年に着手したものの完成されなかった交響曲変ロ長調の存在が確認されている。スケッチの断片（演奏時間約2分）のみ残されており、こちらのサイトで楽譜と音源が紹介されている。IMSLPで自筆譜が閲覧できる。
ハ短調とニ短調が対になっていることが多いのが特徴である（第1番と第0番『無効』、第2番と第3番、第8番と第9番）。これは経歴の項で上述の通り、ベートーヴェンの2つの短調の交響曲、交響曲第5番ハ短調（運命）と交響曲第9番ニ短調（合唱付）に影響を受けたものである。

交響曲はブルックナー本人による改訂が繰り返されており、新作を書いた後で以前の作品に手を入れることが度々あった。極端な例では第8番の後に第1番を改訂している。第4番のスケルツォ（第3楽章）のように、稿によっては全く違う曲に差し替えられた楽章もある。

#### 合唱曲
ブルックナーは敬虔なカトリック信徒であり、多くの宗教曲を残している。この中には『ミサ曲第1番』『ミサ曲第2番』『ミサ曲第3番』、『ミサ・ソレムニス』、『レクイエム』、『テ・デウム』などの管弦楽を伴う大規模なものも含まれ、とりわけ『テ・デウム』は古今の宗教音楽作品の中でも、傑作の1つとされている。また、いくつかの詩篇にも作曲を施している。
モテットには『アヴェ・マリア』『これこそ大祭司なり』『この場所は神が作り給いぬ』『エサイの枝は芽を出し』『王の御旗は翻る』などが残されており、ドイツのプロやアマチュア合唱団などでは頻繁に歌われ、ポザウネンコアへの編曲まで教会でも盛んに演奏されている。
またブルックナーは若い頃から、男声カルテットを組織するほどの男声合唱好きであり、晩年までに40曲ほどの男声重唱および合唱曲を残した。男声合唱と金管楽器のための『ゲルマン人の行進』は最初の出版作品であり、また最後の完成作品となった『ヘルゴラント』も男声合唱とオーケストラのための作品である。なおヘルゴラントはブルックナーには珍しく、宗教と関連しない世俗のための作品である。

#### 室内楽
室内楽の分野では、『弦楽五重奏曲ヘ長調』が傑作として知られる。1906年には、習作としての『弦楽四重奏曲ハ短調』が発見された。小品として弦楽五重奏のための『間奏曲』、弦楽四重奏のための『ロンド』もある。
このほか、トロンボーン・アンサンブルのために『エクアール』と題する短い作品が残されており、この楽器のレパートリーとして重宝されている。

#### 管弦楽曲・吹奏楽曲
交響曲以外の管弦楽曲として、『序曲ト短調』『3つの管弦楽小品』『行進曲ニ短調』があり、吹奏楽曲として、『行進曲変ホ長調』がある。このほか、『アポロ行進曲』がブルックナーの作品として扱われたこともあった（現在では、他人の作品が取り違えられたものと断定されている）。

#### その他
以上のほか、オルガン独奏曲、ピアノ独奏曲、若干の歌曲が残されている。歌劇などの舞台用作品、協奏曲を一切書かなかったことがこの作曲家の質の一つを反映している。
『キッツラーの練習帳』は、1866年から1869年までオットー・キッツラーに師事していた際の作曲課題が一つの冊子に綴じられたものである。長らく個人蔵で閲覧が限られていたが、2013年にようやくオーストリア国立図書館の所蔵となり、2015年にファクシミリがブルックナー協会から出版された。またデジタル画像がウィーン国立図書館のウェブサイト及びIMSLPで公開されている。
そのほか、『短い通奏低音規則集』（Kürze Generalbass Regeln）と題された、和声の初歩的な課題である通奏低音の規則を解説した自筆のノートがあり、ファクシミリがIMSLPで公開されている。

## 音楽の特徴・傾向

### 管弦楽編成
交響曲におけるオーケストラの編成は、ヘ短調から第7番までは一般的な2管編成を基本として書かれている。ただし第3番以降はトランペットが3本になり、第5番以降（第4番第2稿含む）にはチューバが加わり、第7番にはさらに4本のワーグナー・チューバが加わる。第8番は交響曲の中で唯一ハープを用い、第1稿では第3楽章まで2管編成、第4楽章のみ3管編成、ホルン4、ワーグナー・チューバ4だったが、第2稿への改訂の際に全楽章が3管編成、ホルン8（このうち4本はワーグナー・チューバ持ち替え）となった。未完の9番においても、（ハープは用いていないが）3管編成を踏襲している。

### 書法
特に交響曲において、最も重要なのは形式である。ブルックナーはソナタ形式における第2主題（副主題）のことを、19世紀前半以前に使われていた用語で「歌謡主題」と呼んだ。第1主題（主要主題）がきびきびとした動きであるのに対し、第2主題は明確なメロディを持った穏やかな性格であることがほとんどである。そして全ての交響曲に、第3主題ともいうべき「2つ目の副主題」も設定されている。時には、例えば交響曲第7番の第4楽章では、これらが再現部では逆の順序（3, 2, 1）で現れるなど（つまり後の時代のベーラ・バルトークが提唱したアーチ形式にも通じる）、標準的とは異なりながらも綿密に計算された構造を持っている。また小節数も綿密に計算され、例えば交響曲第5番の第4楽章などでは、自筆譜の下の余白には小節数を筆算した数字のメモも残っており、基本数30を核としてその非整数倍の伸縮を伴いながら各節が進んでいく。
スケルツォは交響曲第4番（第2稿以降）の「狩のスケルツォ」（変ロ長調で2拍子）を除いて、すべて短調で3拍子である。またすべてセオリー通りにトリオを挟んで楽章冒頭にダ・カーポして終わる（コーダがつく場合もある）。交響曲第2番の初稿および第8番、第9番では第2楽章がスケルツォとなっている。
その他の細かい点では、以下のような書法が特徴として指摘されている。
- ブルックナー開始
第1楽章が弦楽器のトレモロで始まる手法であり、交響曲第2、4、7、8、9番に見られる。ベートーヴェンの『交響曲第9番』に影響を受けている。
- ブルックナー休止
楽想が変化するときに、管弦楽全体を休止（ゲネラル・パウゼ）させる手法。
- ブルックナー・ユニゾン
オーケストラ全体によるユニゾン。ゼクエンツと共に用いられて効果を上げる。
- ブルックナー・リズム
(2+3) によるリズム[サンプルmidiファイル]。第4、6番で特徴的である。(3+2) [サンプルmidiファイル]になることもある。初期の稿では5連符として書かれていたものが、改訂稿ではブルックナー・リズムに替えられている例も見られ、金子建志はこれを演奏を容易にするための改変だったのではないかとしている[68]。
- ブルックナー・ゼクエンツ
ひとつの音型を繰り返しながら、音楽を盛り上げていく手法。いたるところに見られる。1840年のリンツ教員養成学校時代に聴いたウェーバー（『魔弾の射手』序曲など）やワーグナーもゼクエンツが大きな特徴の作曲家であり、ブルックナーへの影響が見て取れる。
- コーダと終止
コーダの前は管弦楽が休止、主要部から独立し、新たに主要動機などを徹底的に展開して頂点まで盛り上げる。
- ブルックナー対斜
ブルックナーの和声法で、響きが濁るので従来多くの作曲家が避けた技法。例えば根音Gとした場合、根音Gに対して、属9の和音以上に現れる9の音のAsが半音違いで鳴ること、属11の和音においてHとCが半音違いで鳴ることや、13の和音においてDとEsが半音違いで鳴ること。もう一つは対位法の場面で現れ、対旋律や模倣が半音違いで鳴ること。従って和声学上の対斜とは意味が異なるが、バルトークのブルーノート風の半音のぶつかりも「対斜」とされているので、ここでは「ブルックナー対斜」と読んでも差し支えない。
- 和声
またワーグナーのトリスタン和音がそのまま使われていることがある。和音の音色を明確にするため同一楽器に当てている例が多い。和音の機能をはっきりさせるために同楽器の密集配置がほとんどで、これが後期ロマン派の香りを引き立たせる大きな要因である。

### 音楽史の中の位置づけ
一般的には後期ロマン派に位置づけられる。作曲技法的にはベートーヴェン、シューベルトの影響を、管弦楽法、和声法ではワーグナーの影響を受けていると言われる。そしてグスタフ・マーラー、フランツ・シュミットなどに影響を与えたほか、ハンス・ロットの才能をいち早く見出した。
一方、後期ロマン派の中での特異性も指摘されている。一つは、オペラや文学との接点の少なさであり、これは作品にオペラが残されていないことや、ワーグナーの楽劇『ワルキューレ』に対する無理解にもとづく感想（「何故ブリュンヒルデが焼き殺されたのか？」と述べたと伝えられている。実際の内容は、身を守るために周囲を炎で覆わせるのであり、焼き殺される訳ではない）からも推察されるものである。もう一つは、作曲書法の随所でオルガン奏者の発想を感じさせることである。
ブルックナーの音楽はオーストリア的であり、大ドイツ主義の範疇でのドイツ的なローカル性を持っている。ブルックナー指揮者のカール・ベームも、著書でブルックナーの交響曲に必要な「オルガン的発想」と「オーストリア情緒」を指摘している。そのため、20世紀前半まではドイツ語圏でしか評価されなかった。
同時代の作曲家の中では、ドイツ語圏以外の諸国でも早くから受け入れられたヨハネス・ブラームスと対立する存在としばしば捉えられる。
交響曲の歴史の中では、長大な演奏時間を要する作品を作り続けた点でマーラーとしばしば比較される。

## 版問題について
ブルックナーの作品、特に交響曲においては、同じ作品に複数の異なる版・稿が存在する。これを「版問題」と総称することがある。

### 背景
一つ目の背景は、ブルックナー自身による改訂である。ブルックナーは作品を完成させてからも、さまざまな理由で手を加えることが多かった。ここには、小規模な加筆もあれば、大規模な変更もある。
二つ目の背景は、弟子の関与である。ブルックナーの作品は出版されるに際し、弟子たちの手が加わることも多かった。その規模は楽曲によって異なり、細かな校訂レベルのものから、大きなものまである。のちに校訂・出版される「原典版」において、弟子たちの関与部分が明らかにされ、除かれてきた。
三つ目の背景は、ウィーン音楽大学内に設置された国際ブルックナー協会による原典版校訂作業を、当初ハースが行っていたが、戦後ノヴァークに変わったことである。ノヴァークはハースの校訂態度を一部批判し、校訂をすべてやり直した。このため、「ハース版」「ノヴァーク版」2種類の原典版が存在することになった。

### 初版群
はじめて出版された譜面を「初版」と総称している。総じて弟子（シャルク兄弟やフェルディナント・レーヴェなど）の校訂または改訂が加わっており、「改訂版」とも称される。特にブルックナーの没後に出版された交響曲第5番・第9番が大きく改訂されている。近年では、これまでの除去に対する見直しや、再評価の動きもある。

### 第1次全集版（ハース版など）
初版に含まれる弟子たちの関与を除くために、国際ブルックナー協会は、ロベルト・ハースなどにより、譜面を校訂、「原典版」として出版し続け、一定の成果をあげた。これらを「第1次全集版」または「ハース版」と称している。
しかし第2次世界大戦後、ハースはナチス・ドイツとの協力関係から、国際ブルックナー協会を追放された。この時点で、校訂されていない曲も多数残った。特に交響曲第3番はハース版が未出版のまま終わっている。後にハースの意志を継いだ弟子たちの手によってエーザー版が出版された。ノヴァーク版が出版されるまで、交響曲第3番ではこのエーザー版を使用することが一般的だった。

### 第2次全集版（ノヴァーク版など）
第二次世界大戦後、国際ブルックナー協会はレオポルト・ノヴァークに校訂をさせた。ブルックナーの創作形態をすべて出版することを目指したとされる。ハースが既に校訂した曲もすべて校訂をやりなおし、あらためて出版した。これらを「第2次全集版」または「ノヴァーク版」と称している。交響曲第3番、第4番、第8番については早くから、改訂前後の譜面が別々に校訂・出版されており（第3番は3種）、その部分においてはハース版の問題点は解消されている。これらは区別のために「第1稿」「第2稿」あるいは「〜年稿」などと呼ばれる。
ノヴァークに少し遅れてハンス・フーベルト・シェーンツェラー（Hans-Hubert Schönzeler）が第5番と第9番の校訂版をオイレンブルク社から出したが、全集にはなっていない。
ノーヴァクの作業は1990年以降は次の世代にあたるウィリアム・キャラガン、ベンヤミン＝グンナー・コールス、ベンジャミン・コーストヴェットなどに引き継がれ、現在に至るまで、校訂譜や異稿が出版されている。
国際ブルックナー協会による楽譜はウィーンのMusikwissenschaftlichen Verlagから出版されている。

## ブルックナーの交響曲の演奏史、および著名な演奏者
古くはヴィルヘルム・フルトヴェングラーやハンス・クナッパーツブッシュなどが録音を残しており、これらは今なお広く聴かれている。とりわけ原典版出版後も改訂版を使用し続けたクナッパーツブッシュの録音は、第一級の指揮者・オーケストラによる改訂版の演奏記録としても貴重なものである。
ロベルト・ハースによる旧全集の原典版が出版された後、このうちの第4番と第5番が1936年にカール・ベームによって世界初録音された。
ブルックナーの交響曲の最初の全集録音は、1953年、フォルクマール・アンドレーエ指揮、ウィーン交響楽団によるものだった。ステレオ録音による全集は国際ブルックナー協会の会長も務めたオイゲン・ヨッフムが最初である（演奏はベルリン・フィルハーモニー管弦楽団及びバイエルン放送交響楽団）。ヨッフムはのちにシュターツカペレ・ドレスデンとも別の全集録音を行っている。ヘルベルト・フォン・カラヤンやゲオルク・ショルティ、ベルナルト・ハイティンクなどの指揮者も全集を完成させている。ただし、ヨッフムを始めとして第00番、第0番を録音していない指揮者も多く、11曲全てを録音した指揮者は少ない。セルジュ・チェリビダッケやヘルベルト・ケーゲルなどのように第3番以降の交響曲しか録音しなかった指揮者もいる。
近年の指揮者の中では、ゲオルク・ティントナー（フランツ・シャルクを通じてブルックナーの孫弟子だった）、カール・ベーム、フランツ・コンヴィチュニー、オイゲン・ヨッフム、ヘルベルト・フォン・カラヤン、ギュンター・ヴァント、セルジュ・チェリビダッケ、スタニスワフ・スクロヴァチェフスキ、ベルナルド・ハイティンク、ヘルベルト・ブロムシュテット、エリアフ・インバル、ニコラウス・アーノンクール、カルロ・マリア・ジュリーニ、ダニエル・バレンボイム、クリスティアン・ティーレマン、フランツ・ウェルザー＝メスト、朝比奈隆などが多く演奏・録音を行っている。
全集録音を行った指揮者の中には、版・稿の問題にこだわった指揮者もいる。たとえばエリアフ・インバルは、ノヴァーク版の第1稿にもとづく第3、第4、第8交響曲を世界初録音している。ゲオルク・ティントナーは、第1番の未出版の1866年稿をいちはやく紹介したほか、第2番・第3番・第8番の第1稿を録音した。ゲンナジー・ロジェストヴェンスキー（旧ソビエト連邦）はかつて、すべての稿の網羅を目指した全集を録音しており、これは同じ番号の交響曲の複数の稿を、一人の指揮者・一つのオーケストラで聴き比べることの出来る初の試みだった。この中で、グスタフ・マーラーが編曲した交響曲第4番も録音され、特に注目を集めた。しかしソビエト連邦崩壊などの事情により、当時出版されていた稿のうち第8番の第1稿が録音されないまま、この試みは中断した。
日本においてはクラウス・プリングスハイムの指揮により東京音楽学校にて1936年2月15日に交響曲第9番の日本初演が行われたが、当時はまだ広く演奏され親しまれていたわけではない。金子建志によると、1959年にカラヤン＝ウィーン・フィルの来日公演でブルックナーの交響曲第8番が演奏された際、「『ブルックナーだけでは客の入りが心配』という日本側の要望でモーツァルトのアイネ・クライネ・ナハトムジークも演奏することになった」という逸話もあったという。その後、日本人指揮者では朝比奈隆が1970年代にブルックナー交響曲全集を録音した他、その後もブルックナーを数多く指揮した。
ブルックナーの交響曲をオルガン独奏に編曲する試みもいくつかなされている。エルンスト＝エーリヒ・シュテンダー（交響曲第3番・第7番）、トーマス・シュメーグナー（第4番）、クラウス・ウーヴェ・ルートヴィヒ（第7番）、リオネル・ロッグ（第8番）などの録音がある。

## 教え子
- ヨーゼフ・フォクナー（ドイツ語版）[71]
- ヨーゼフ・ペンバウア1世（ドイツ語版）[71]
- ヨーゼフ・バイヤー[71]
- チプリアン・ポルンベスク（英語版）[71]
- ラウラ・ラポルディ（ドイツ語版）[72]
- フーゴ・ラインホルト（英語版）[71]
- ヨーゼフ・グルーバー（ドイツ語版）[71]
- エーバーハルト・シュヴィッケラート（ドイツ語版）[71]
- フェリックス・モットル[71]
- マティルデ・クラーリク（英語版）[71]
- ヨーゼフ・シャルク（英語版）[71]
- ヤン・ドロズドフスキ（ドイツ語版）[73]
- ヘルマン・ベーン（ドイツ語版）
- ハインリヒ・ベルテ（英語版）[71]
- ハンス・ロット[71]
- カミロ・ホルン（チェコ語版）[71]
- ルドルフ・ディットリヒ[74]
- リヒャルト・ローベルト（英語版）[71]
- フリードリヒ・クローゼ（英語版）[71]
- フランツ・シャルク[75]
- ベンノ・シェーンベルガー[71][76]
- エマヌエル・モール[71]
- エミール・ジャック＝ダルクローズ[71]
- ハインリヒ・ラインハルト[71]
- フェルディナント・レーヴェ[77]
- パオロ・ガッリコ（ロシア語版）[71]
- ハインリヒ・シェンカー[71]
- フランティシェク・ドルドラ[71]
- アレクサンダー・フォン・ツェムリンスキー[71]
- アルフレッド・カイザー（カタルーニャ語版）[71]
- ジョセフ・ストランスキー[78]
- カール・ラーフィテ（ドイツ語版）[71]
- ウォルター・ヘンリー・ロスウェル（英語版）[79]
- フランツ・シュミット[71]
- フリッツ・クライスラー[71]
- アーネスト・シェリング[71]